# Box-office 1985 au Canada et aux États-Unis
Cet article traite du box-office de 1985 au Canada et aux États-Unis. 

## Classement
| Rang | Titre                                          | Pays                                | Réalisateur        | Recettes      |
| ---- | ---------------------------------------------- | ----------------------------------- | ------------------ | ------------- |
| 1.   | Retour vers le futur                           | États-Unis d'Amérique               | Robert Zemeckis    | 210 609 762 $ |
| 2.   | Rambo 2 : La Mission                           | États-Unis d'Amérique               | George P. Cosmatos | 150 415 432 $ |
| 3.   | Rocky 4                                        | États-Unis d'Amérique               | Sylvester Stallone | 127 873 716 $ |
| 4.   | La Couleur pourpre                             | États-Unis d'Amérique               | Steven Spielberg   | 94 175 854 $  |
| 5.   | Out of Africa                                  | États-Unis d'Amérique               | Sydney Pollack     | 87 071 205 $  |
| 6.   | Cocoon                                         | États-Unis d'Amérique               | Ron Howard         | 76 113 124 $  |
| 7.   | Le Diamant du Nil                              | États-Unis d'Amérique               | Lewis Teague       | 75 973 200 $  |
| 8.   | Witness                                        | États-Unis d'Amérique               | Peter Weir         | 68 706 993 $  |
| 9.   | Les Goonies                                    | États-Unis d'Amérique               | Richard Donner     | 61 389 680 $  |
| 10.  | Drôles d'espions                               | États-Unis d'Amérique               | John Landis        | 60 088 980 $  |
| 11.  | Police Academy 2                               | États-Unis d'Amérique               | Jerry Paris        | 55 600 000 $  |
| 12.  | Fletch aux trousses                            | États-Unis d'Amérique               | Michael Ritchie    | 50 612 888 $  |
| 13.  | Dangereusement vôtre                           | Royaume-Uni · États-Unis d'Amérique | John Glen          | 50 327 960 $  |
| 14.  | Bonjour les vacances 2                         | États-Unis d'Amérique               | Amy Heckerling     | 49 364 621 $  |
| 15.  | Mask                                           | États-Unis d'Amérique               | Peter Bogdanovich  | 48 230 162 $  |
| 16.  | The Breakfast Club                             | États-Unis d'Amérique               | John Hughes        | 45 875 171 $  |
| 17.  | Soleil de nuit                                 | États-Unis d'Amérique               | Taylor Hackford    | 42 160 849 $  |
| 18.  | Pale Rider, le cavalier solitaire              | États-Unis d'Amérique               | Clint Eastwood     | 41 410 568 $  |
| 19.  | Pee-Wee Big Adventure                          | États-Unis d'Amérique               | Tim Burton         | 40 940 662 $  |
| 20.  | Comment claquer un million de dollars par jour | États-Unis d'Amérique               | Walter Hill        | 40 833 132 $  |